# Moechohecyra indica
Moechohecyra indica är en skalbaggsart som beskrevs av Stefan von Breuning 1938. Moechohecyra indica ingår i släktet Moechohecyra och familjen långhorningar. Inga underarter finns listade i Catalogue of Life.